# Đảo Makira

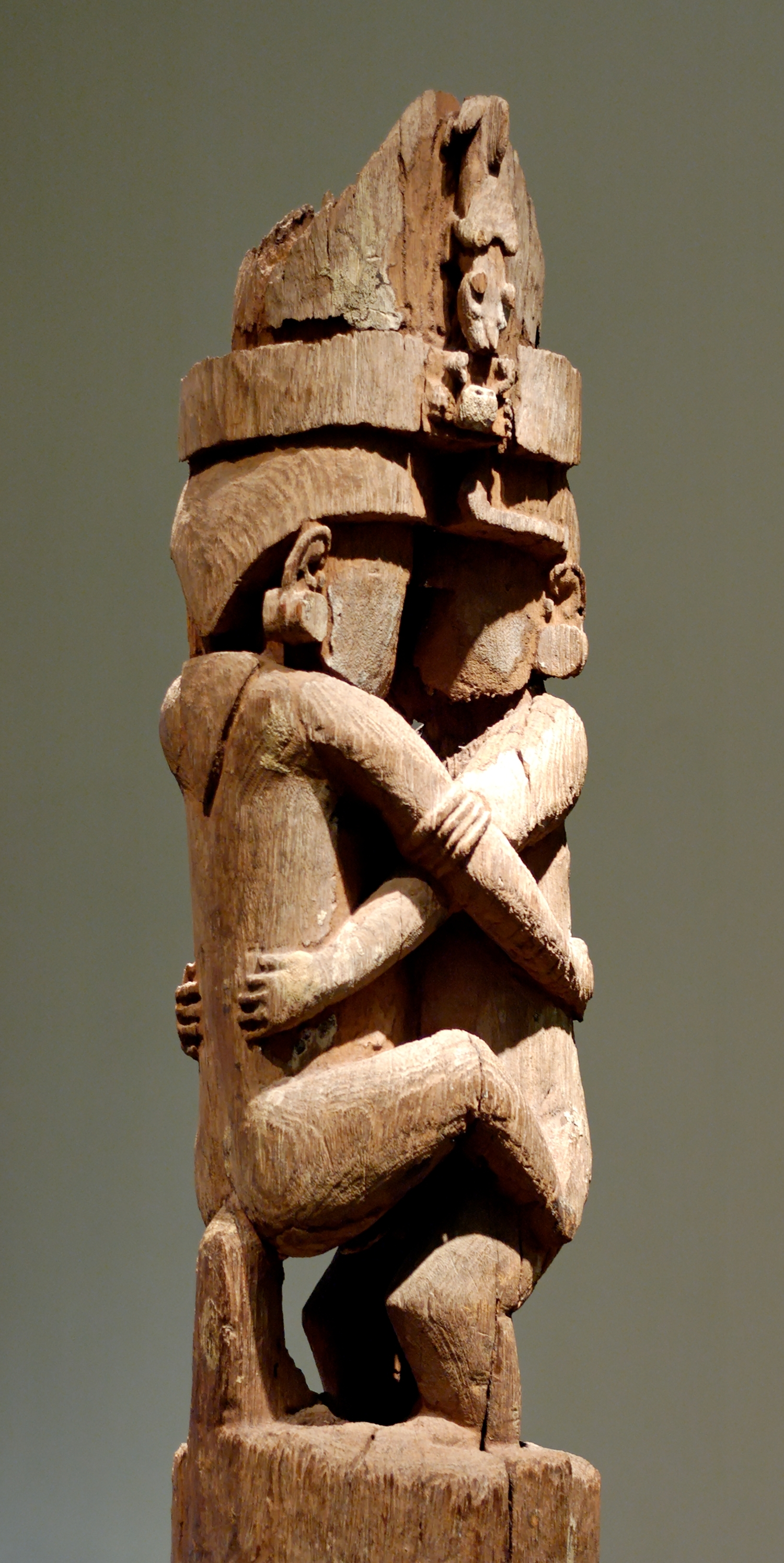
Tượng cho một ngôi nhà nghi lễ hay nhà mồ, thế kỷ 17

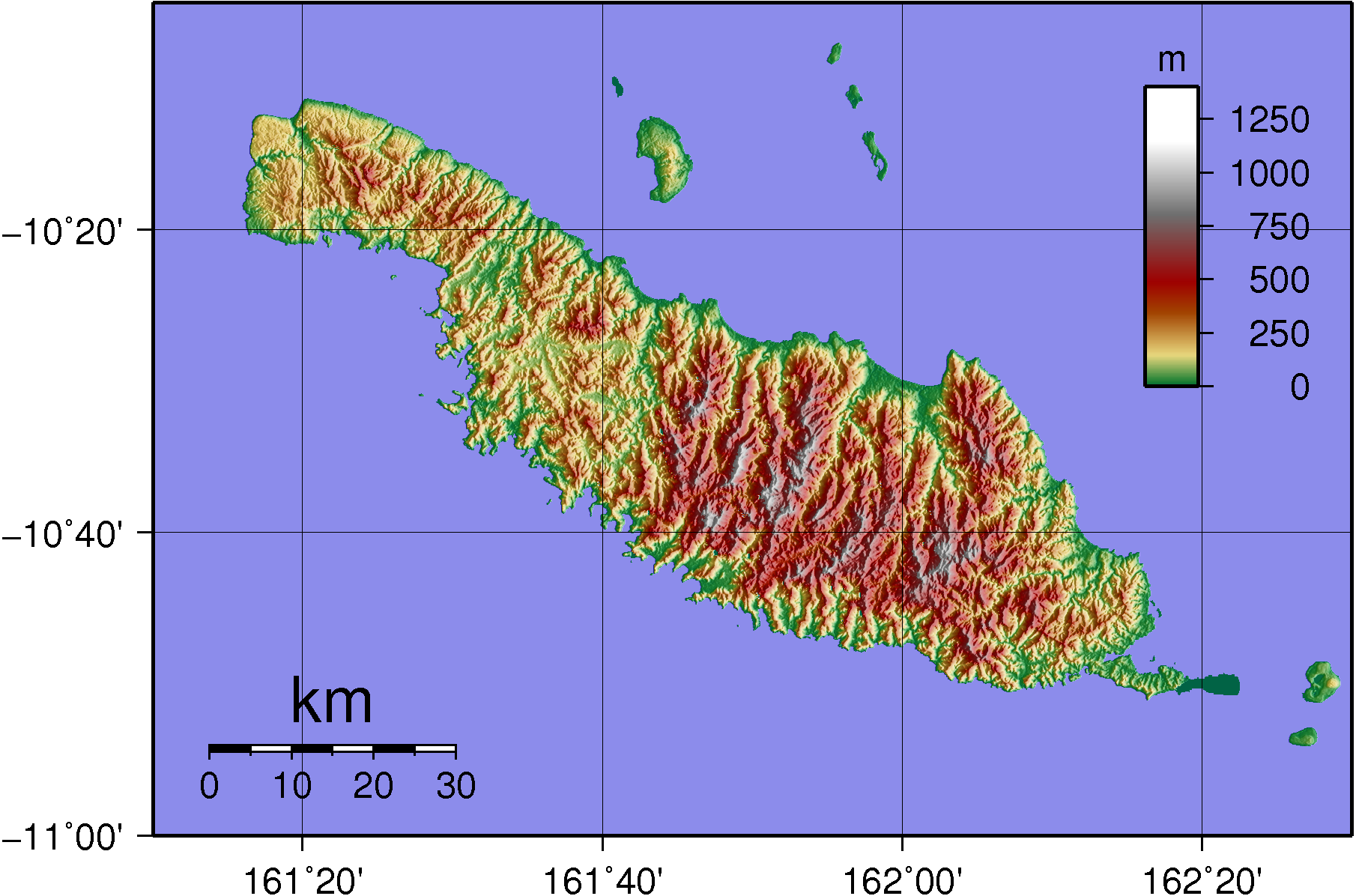
Bản đồ địa hình Đảo Makira

 Makira  trước kia được biết đến với cái tên đảo San Cristóbal, là hòn đảo lớn nhất của tỉnh Makira-Ulawa, Quần đảo Solomon. Hòn đảo này nằm ở phía đông của Guadalcanal và phía nam của Malaita. Thành phố lớn nhất, cũng là thủ phủ của tỉnh Makira - Ulawa là thành phố Kirakira. Tổng diện tích đảo là 3.190 km².